# サラスヴァティー
サラスヴァティー, サラスワティー（サンスクリット語: सरस्वती, IAST: Sarasvatī）は、芸術・学問などの知を司るヒンドゥー教の女神である。
日本では七福神の一柱、弁才天（弁財天）として親しまれており、仏教伝来時に『金光明経』を通じて中国から伝えられた。

## 容姿
肌は白く、額には三日月の印を付け、白い衣をまとい、4本の腕を持ち、2本の腕には数珠とヴェーダ、もう1組の腕にヴィーナと呼ばれる琵琶に似た弦楽器を持ち、白鳥またはクジャクの上、あるいは白い蓮華の上に座る姿として描かれる。白鳥・クジャクはサラスヴァティーの乗り物である。

## 神性
サラスヴァティーは水辺に描かれる。サンスクリットでサラスヴァティーとは「水（湖）を持つもの」の意であり、水と豊穣の女神であるともされている。インドの最も古い聖典『リグ・ヴェーダ』において、初めは聖なる川、サラスヴァティー川（その実体については諸説ある）の化身であった。流れる川が転じて、流れるもの全て（言葉・弁舌や知識、音楽など）の女神となった。言葉の神、ヴァーチと同一視され、サンスクリットとそれを書き記すためのデーヴァナーガリー文字を創造したとされる。後には、韻律・讃歌の女神ガーヤトリーと同一視されることになった。

## 神話
ヒンドゥー教の創造の神ブラフマーの妻（配偶神）である。そもそもはブラフマーが自らの体からサラスヴァティーを造り出したが、そのあまりの美しさのため妻に娶ろうとした。逃れるサラスヴァティーを常に見ようとしたブラフマーは自らの前後左右の四方に顔を作りだした。さらにその上に5つ目の顔（後にシヴァに切り落とされる）ができた時、その求婚から逃れられないと観念したサラスヴァティーは、ブラフマーと結婚し、その間に人類の始祖マヌが誕生した。
また、元々はラクシュミー、ガンガーと共にヴィシュヌの妃であったが、三人の仲が悪く、後にブラフマーの妻になったという異説もある。
その他異説には、ブラフマーとガーヤトリーとの結婚譚が聖典『パドマ・プラーナ』に出てきており、サラスヴァティーはプライドが高く、高慢な性格の持ち主だったとされる。ブラフマーが神々を集めて祭儀をプシュカルで行なった際、定刻になってもサラスヴァティーは出席しなかった。ブラフマーは使者を派遣してサラスヴァティーを呼んだが、サラスヴァティーは化粧中なので、「もう少し待って欲しい」と返事した。それに怒ったブラフマーは、神々にもう別の妃と一緒に祭儀を執り行いたいと申し出る。すると神々はブラフマーにグジャール族の少女ガーヤトリーを紹介し、ブラフマーはガーヤトリーを妃に迎えて祭儀を執り行った。その後、祭儀の場に到着するサラスヴァティー。サラスヴァティーはこの事態に激怒し「ブラフマーの祭儀は1年に1度しかできない、プシュカルでしかブラフマーは崇拝されない」という呪いをかけたという。

## 信仰
サラスヴァティーはゾロアスター教のアナーヒターと同起源と推定される。アナーヒターには、ハラフワティー・アルドウィー・スーラー（Harahvatī Arədvī Sūrā）という別名があり、ハラフワティーは言語学的にはサラスヴァティーのペルシア語読みとされるためである。これは偶然の一致ではなく、インド・イラン共通時代から信仰されていた女神が民族の分裂とともに2つに分かれたものではないかとされている。

## サラスヴァティーを扱った画像

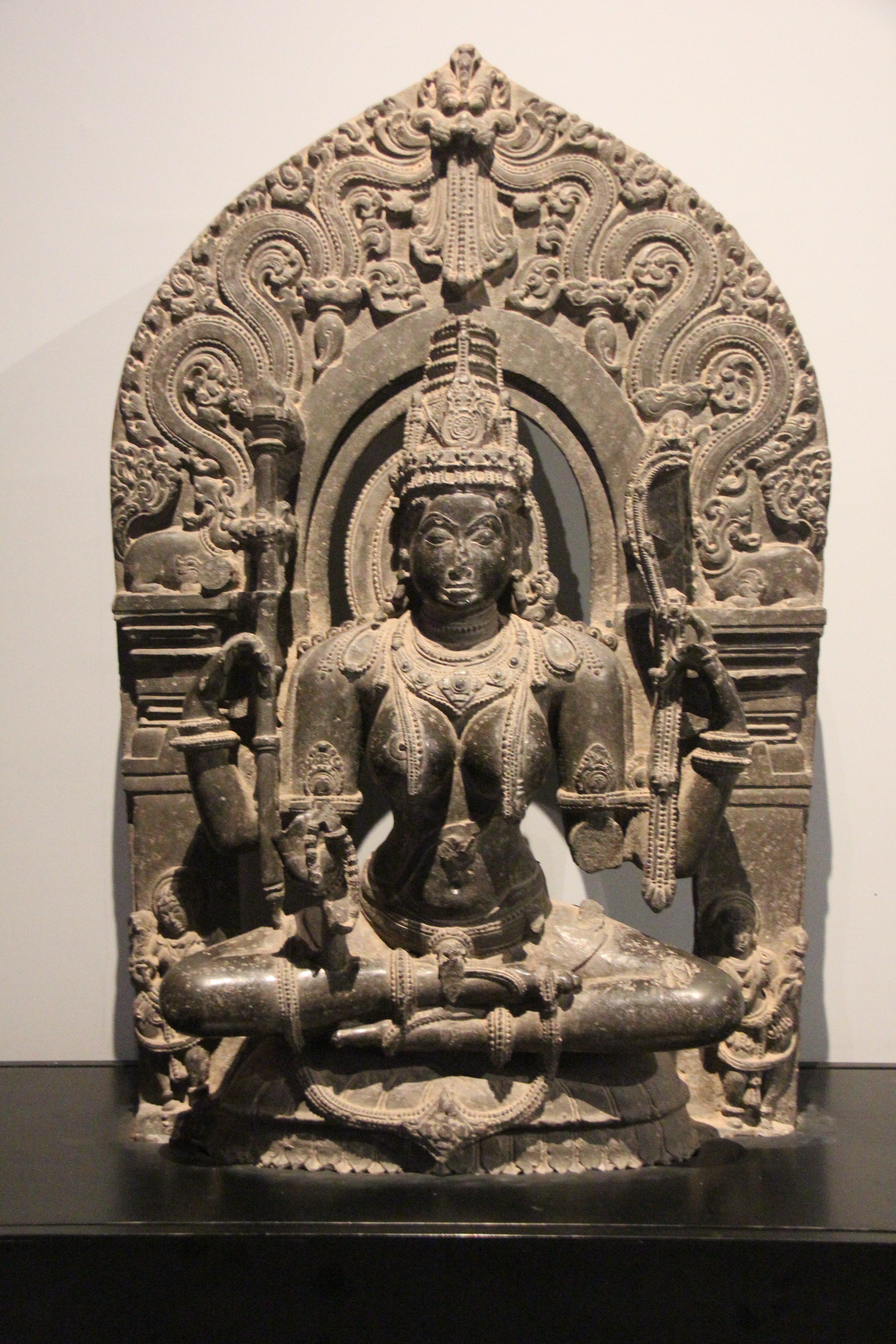
サラスヴァティーの石像（インド・12世紀）
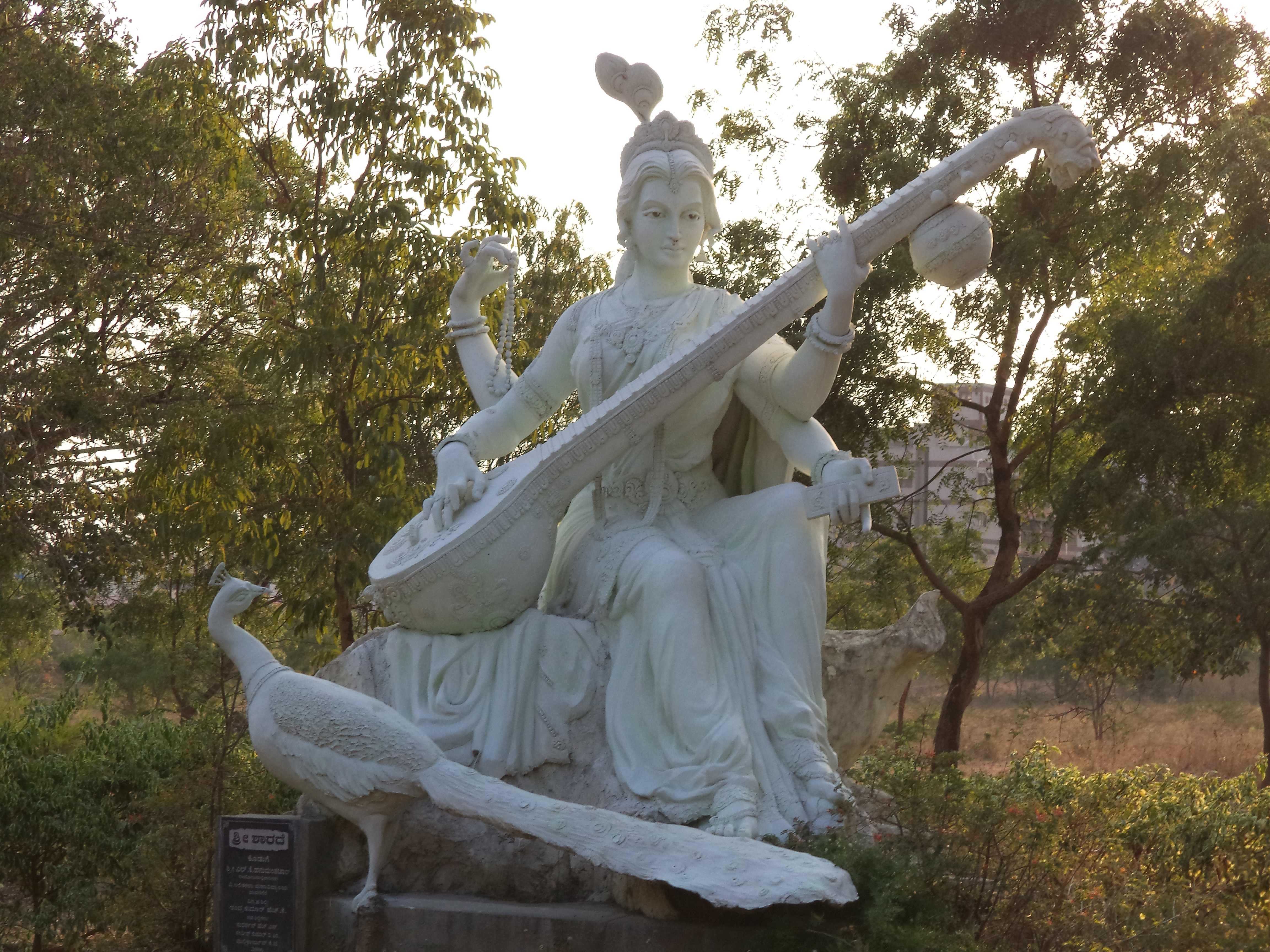
サラスヴァティーの石像（ダーヴァナゲレ美術大学）
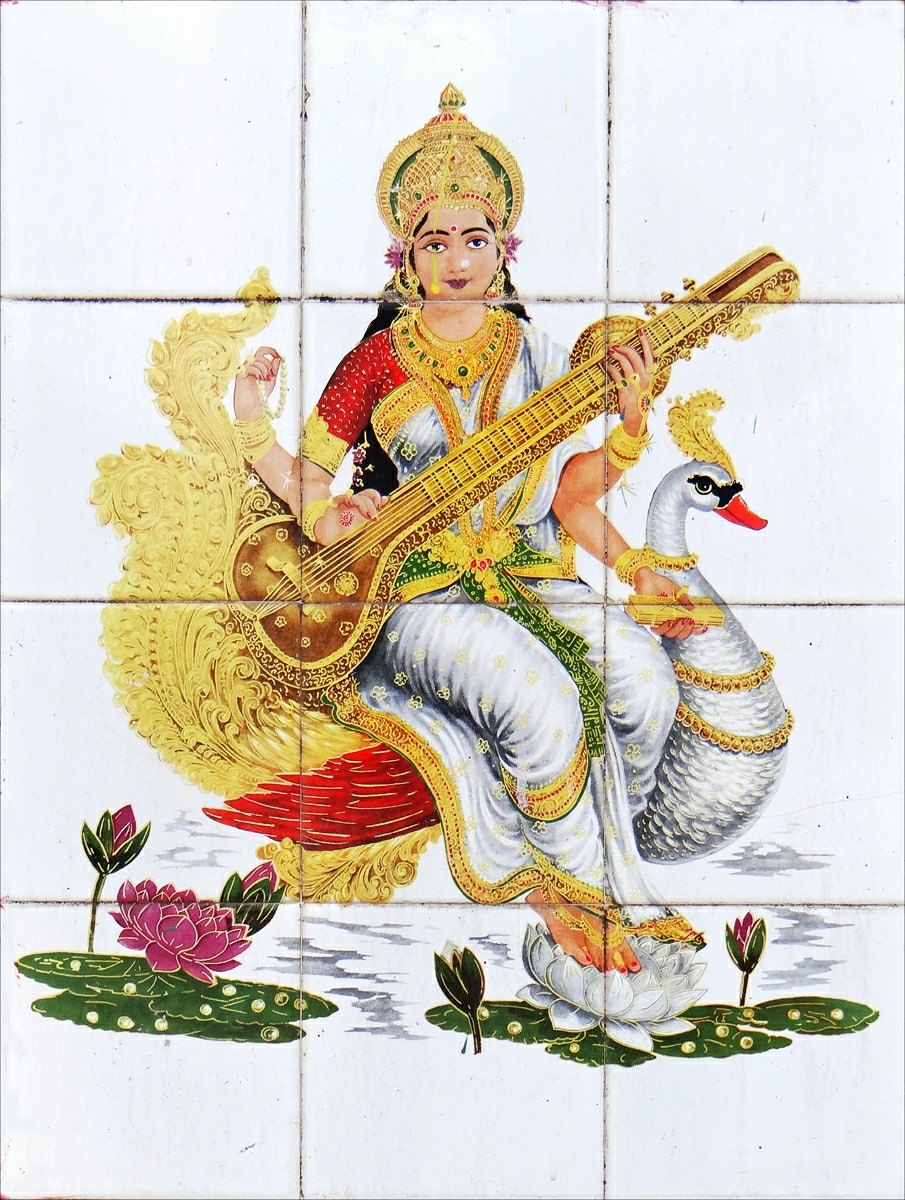
サラスヴァティーのタイル画
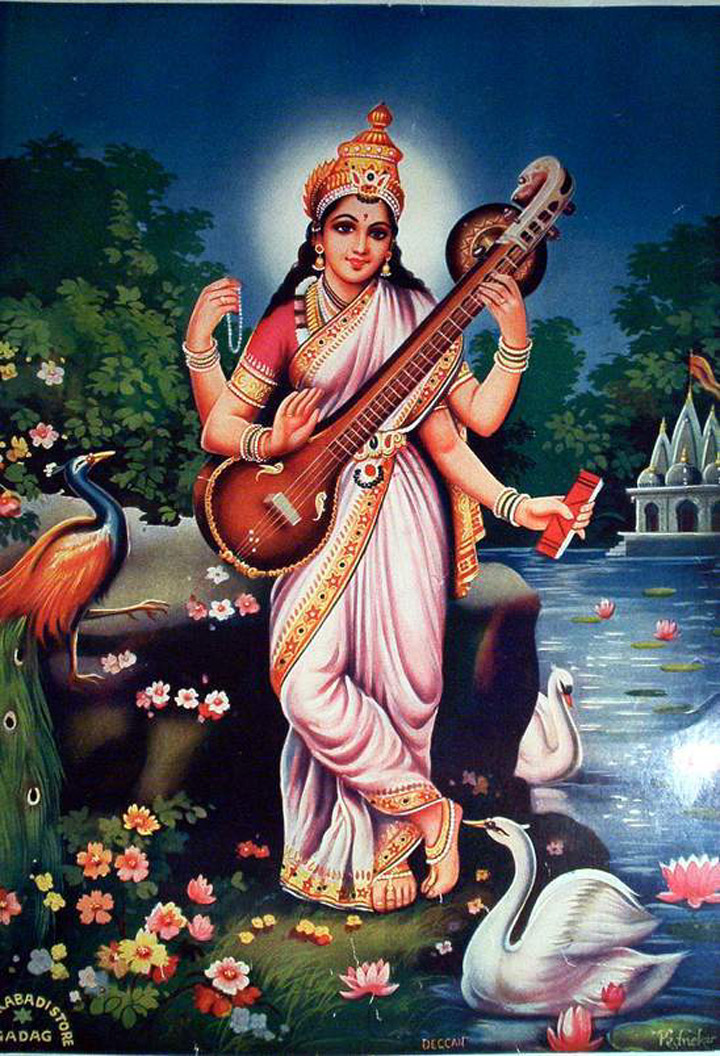
サラスヴァティーの画像（1950年代の商店街画像）
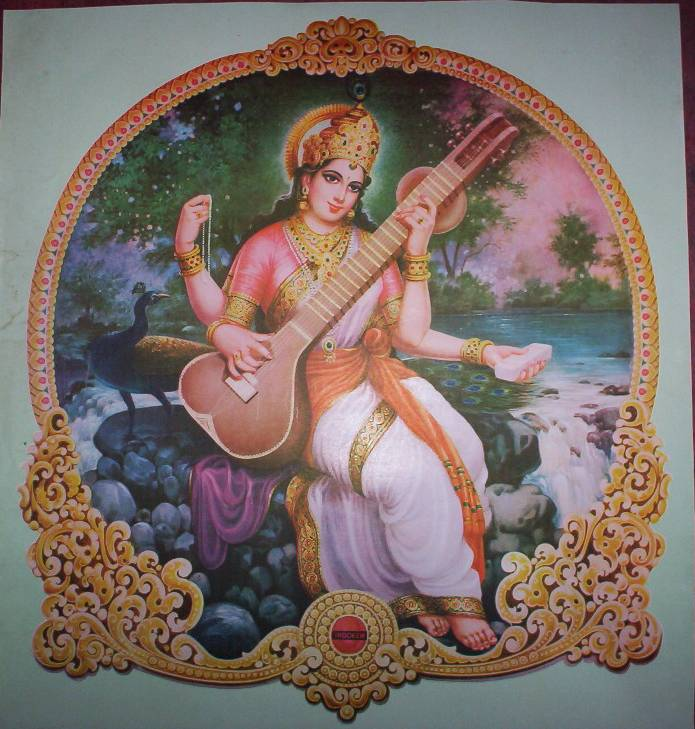
1900年代中期の宗教ポスターに描かれたサラスヴァティー
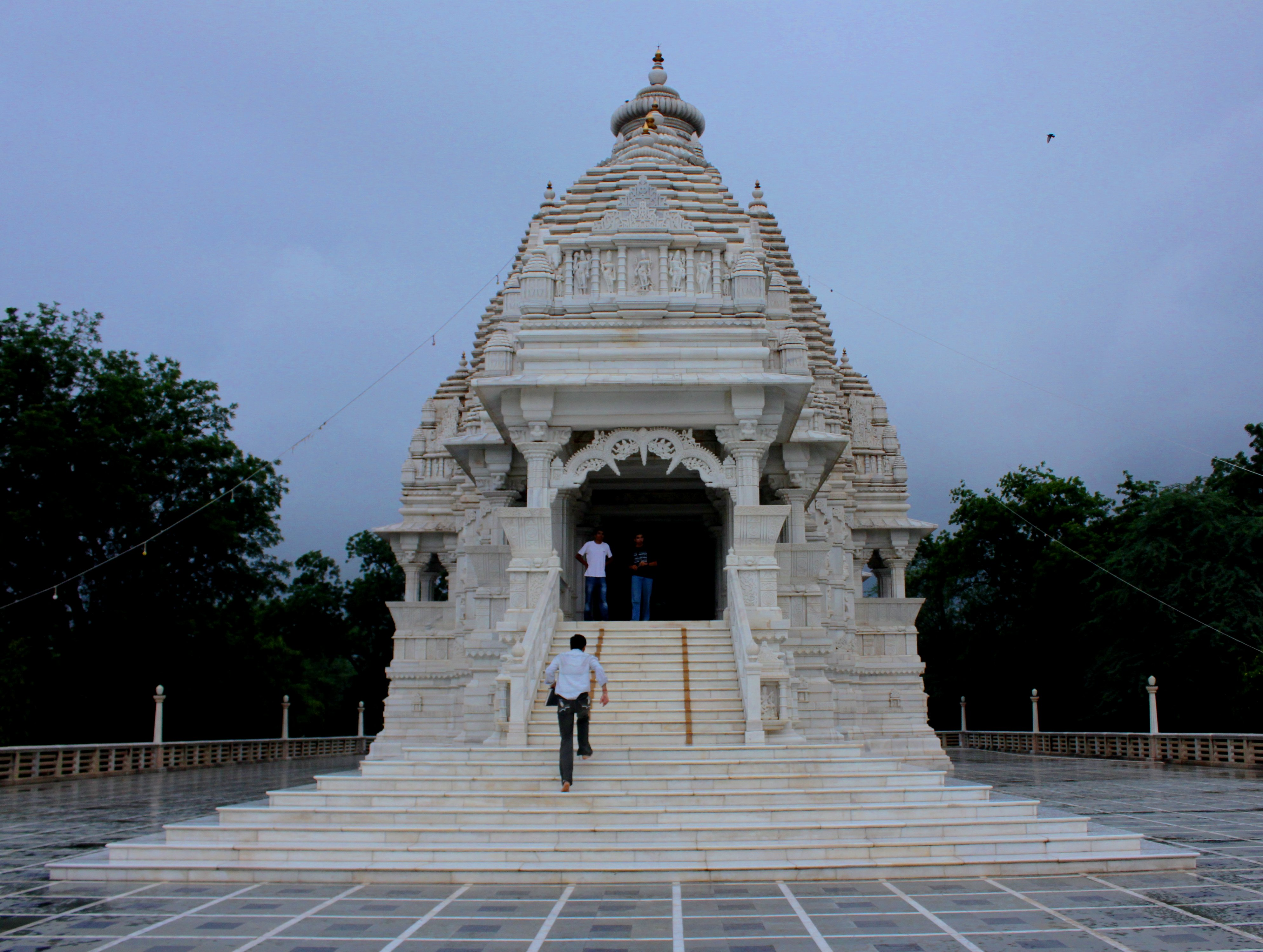
サラスヴァティーの寺院（北インド・ピラニ）
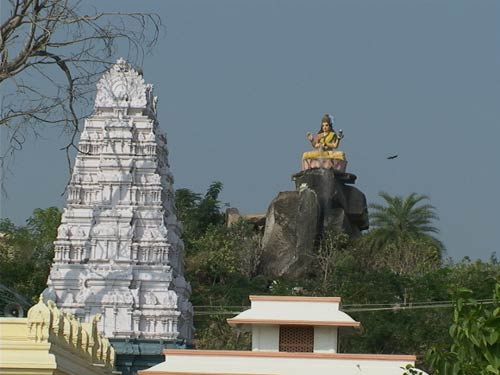
サラスヴァティーの寺院（南インド）
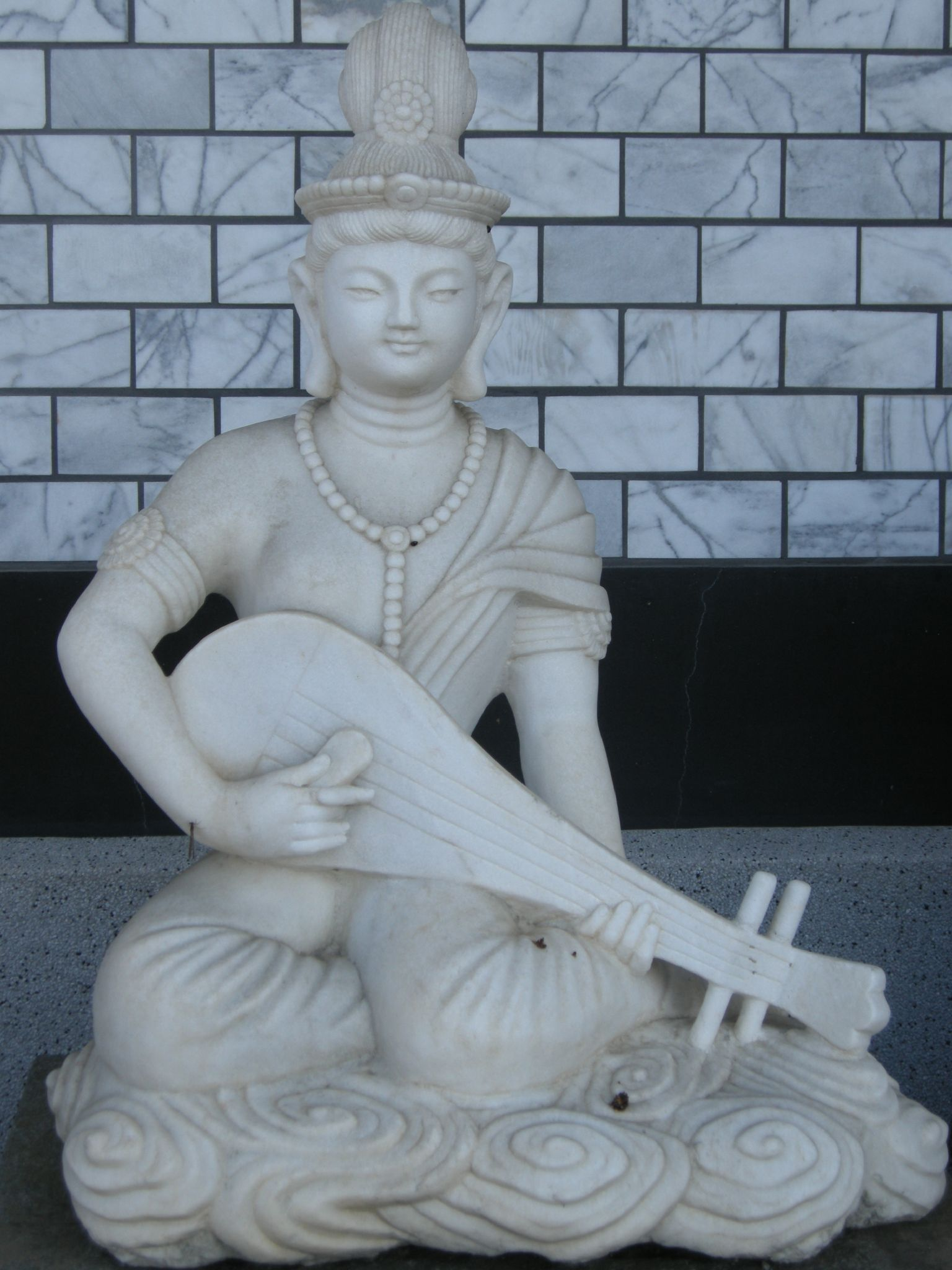
弁才天としてのサラスヴァティー（日本・岩手県）